# پالاشبری
پالاشبری (به لاتین: Palashbari) یک منطقهٔ مسکونی در بنگلادش است که در ناحیه گایبنده واقع شده‌است. پالاشبری ۱۹۰٫۶۷ کیلومتر مربع مساحت و ۲۱۰٬۸۰۶ نفر جمعیت دارد.